# Joe Willock
Joseph George Willock  (Waltham Forest, Inglaterra, Reino Unido, 20 de agosto de 1999) es un futbolista británico que juega de centrocampista para el Newcastle United F. C. de la Premier League de Inglaterra. Es hermano de los también futbolistas Chris Willock y Matty Willock.

## Biografía
Tras formarse en las filas inferiores del Arsenal F. C., finalmente en 2017 ascendió al primer equipo, haciendo su debut el 20 de septiembre en un encuentro de la Copa de la Liga de Inglaterra 2017-18 contra el Doncaster Rovers F. C. Su debut en la Premier League se realizó el 15 de abril de 2018 en un partido contra el Newcastle United. A este mismo equipo se marchó casi tres años después para jugar cedido lo que restaba de temporada 2020-21. El 19 de mayo de 2021 anotó el único tanto del triunfo ante el Sheffield United F. C. y se convirtió en el jugador más joven en la historia de la Premier League en marcar en seis partidos de forma consecutiva. En el mes de agosto regresó al club firmando un contrato de larga duración.

## Estadísticas

### Clubes
Actualizado al último partido disputado el 25 de mayo de 2025.
| Club                              | Div.          | Temporada     | Liga  | Liga  | Copas nacionales | Copas nacionales | Copas internacionales | Copas internacionales | Total | Total |
| Club                              | Div.          | Temporada     | Part. | Goles | Part.            | Goles            | Part.                 | Goles                 | Part. | Goles |
| --------------------------------- | ------------- | ------------- | ----- | ----- | ---------------- | ---------------- | --------------------- | --------------------- | ----- | ----- |
| Arsenal F. C. Inglaterra          | 1.ª           | 2017-18       | 2     | 0     | 4                | 0                | 5                     | 0                     | 11    | 0     |
| Arsenal F. C. Inglaterra          | 1.ª           | 2018-19       | 2     | 0     | 1                | 2                | 3                     | 1                     | 6     | 3     |
| Arsenal F. C. Inglaterra          | 1.ª           | 2019-20       | 29    | 1     | 7                | 2                | 8                     | 2                     | 44    | 5     |
| Arsenal F. C. Inglaterra          | 1.ª           | 2020-21       | 7     | 0     | 5                | 0                | 5                     | 3                     | 17    | 3     |
| Arsenal F. C. Inglaterra          | Total club    | Total club    | 40    | 1     | 17               | 4                | 21                    | 6                     | 78    | 11    |
| Newcastle United F. C. Inglaterra | 1.ª           | 2020-21       | 14    | 8     | —                | —                | —                     | —                     | 14    | 8     |
| Newcastle United F. C. Inglaterra | 1.ª           | 2021-22       | 29    | 2     | 2                | 0                | —                     | —                     | 31    | 2     |
| Newcastle United F. C. Inglaterra | 1.ª           | 2022-23       | 35    | 3     | 8                | 0                | —                     | —                     | 43    | 3     |
| Newcastle United F. C. Inglaterra | 1.ª           | 2023-24       | 9     | 1     | 3                | 1                | 2                     | 0                     | 14    | 2     |
| Newcastle United F. C. Inglaterra | 1.ª           | 2024-25       | 32    | 0     | 9                | 3                | —                     | —                     | 41    | 3     |
| Newcastle United F. C. Inglaterra | Total club    | Total club    | 119   | 14    | 22               | 4                | 2                     | 0                     | 143   | 18    |
| Total carrera                     | Total carrera | Total carrera | 159   | 15    | 39               | 8                | 23                    | 6                     | 221   | 29    |

## Palmarés

### Títulos nacionales
| Título           | Club             | País       | Año  |
| ---------------- | ---------------- | ---------- | ---- |
| Community Shield | Arsenal F. C.    | Inglaterra | 2017 |
| FA Cup           | Arsenal F. C.    | Inglaterra | 2020 |
| Community Shield | Arsenal F. C.    | Inglaterra | 2020 |
| Copa de la Liga  | Newcastle United | Inglaterra | 2025 |